# لنگبنک
لنگبنک (به انگلیسی: Langbank) یک روستا در بریتانیا است که در رنفروشر واقع شده‌است. لنگبنک ۹۷۳ نفر جمعیت دارد.